# 37-mm-Spatengranatwerfer

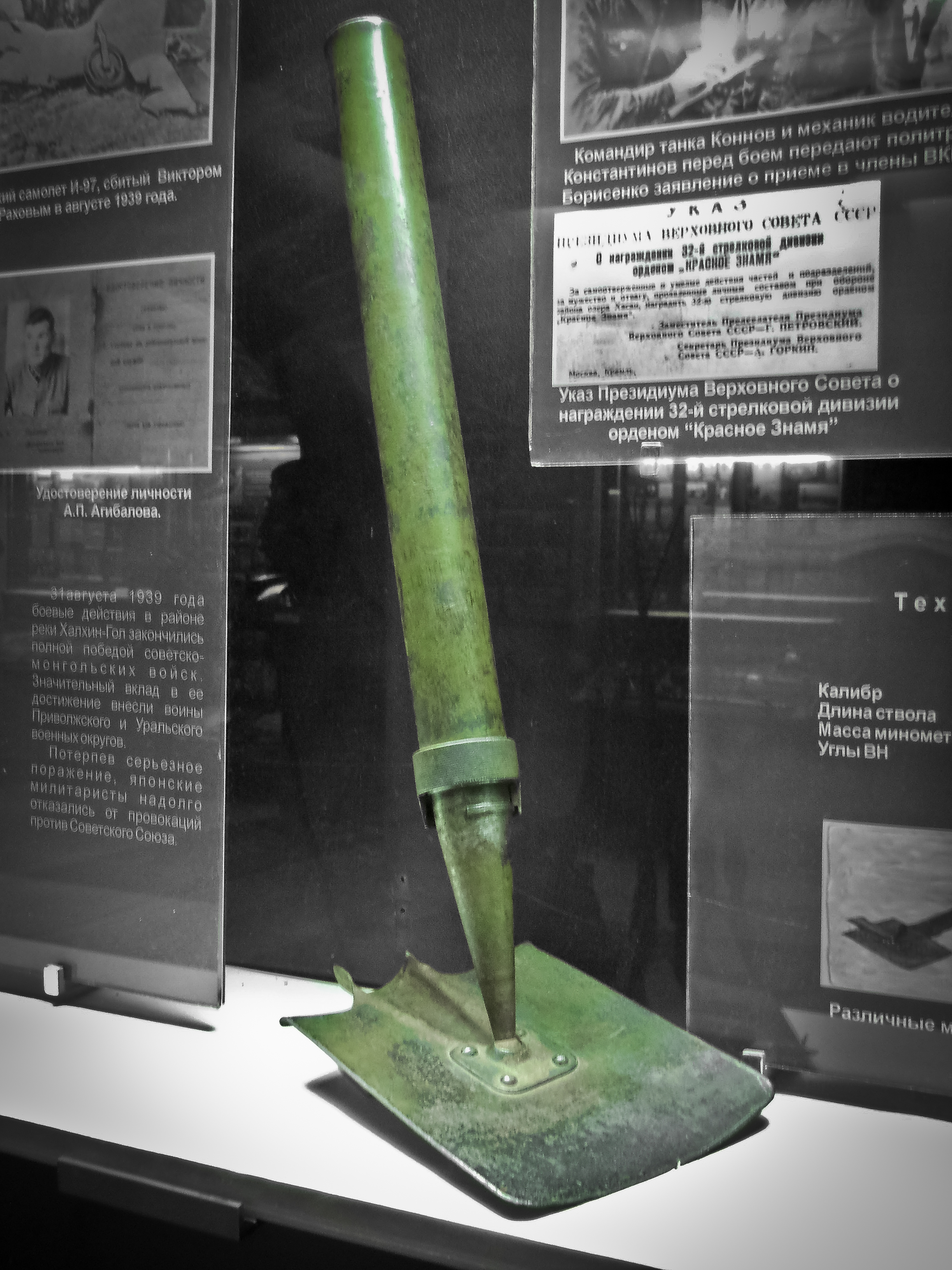
Spatengranatwerfer im Museum, ohne Einbeinstütze

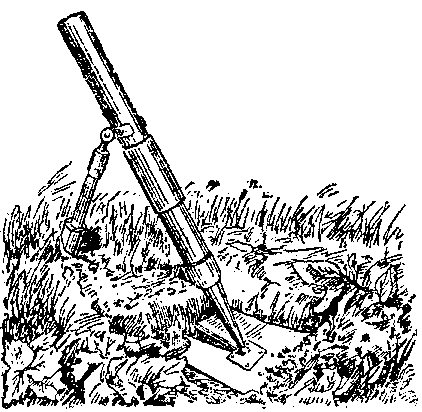
Zeichnung aus der Gebrauchsanweisung

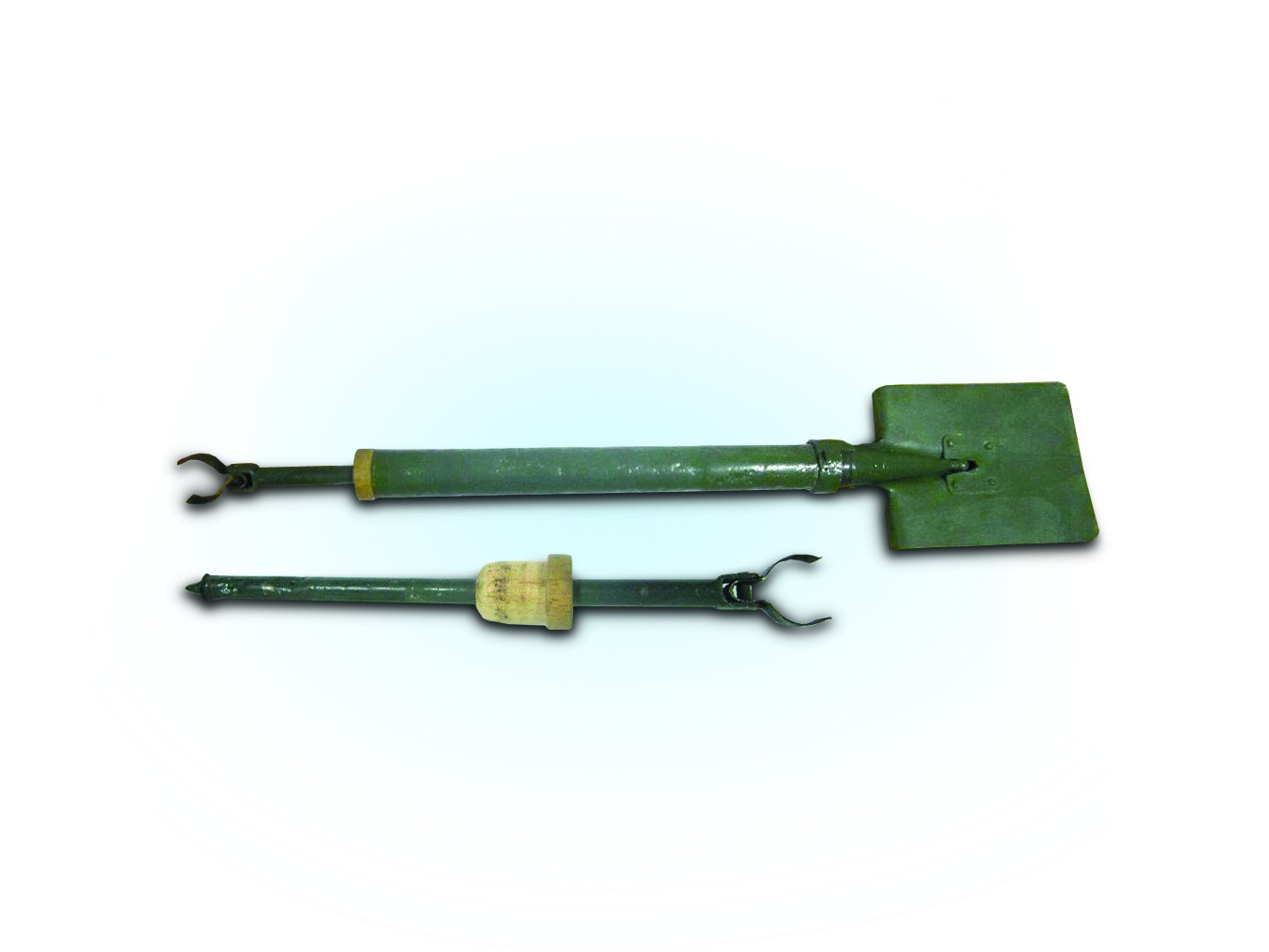
Einbeinstütze verkehrt herum eingelegt

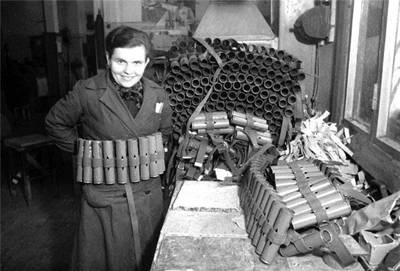
Leiterin einer Sattlerei mit einem Bandelier für die Granaten, Januar 1942

Der Spatengranatwerfer (russisch Миномёт-лопата ВМ-37) ist ein sowjetischer Mörser bzw. Feldspaten aus der Zeit des Zweiten Weltkrieges.

## Geschichte
Die Kombination eines Mörsers und eines Feldspatens wurde 1938 von Michail Grigorjewitsch Djakonow entwickelt, der unter anderem auch die Handgranate RGD-33 konstruierte. Die Waffe wurde in begrenztem Umfang im Sowjetisch-Finnischen Krieg eingesetzt. Wegen verschiedener Defizite wurde der Mörser nicht in die Armee eingeführt. Mit dem Beginn des Deutsch-Sowjetischen Krieges im Juni 1941 wurde Djakonows Idee wieder aufgenommen und überarbeitet. Im September 1941 wurde der Spatengranatwerfer für den Dienst in der Roten Armee zugelassen. Es wurden relativ große Fertigungstoleranzen akzeptiert, um schnell eine Massenproduktion zu erreichen. Die Fertigungsaufträge wurden bis Dezember 1941 auf 250.000 Stück erhöht. Dazu kamen Aufträge für über 7,5 Millionen entsprechende Granaten. Doch schon bald kam Kritik an der Tauglichkeit des Spatengranatwerfers auf. Die Hauptverwaltung der Artillerie führte im Dezember 1941 erneute Versuche durch, die etliche Probleme bestätigten. Im Februar 1942 ordnete die Hauptverwaltung der Artillerie die Einstellung der Produktion an. Es zeigten sich aber auch Versorgungsengpässe bei Stahl sowie Granatenzündern.
Am 24. Februar 1942 beschloss das Staatliche Verteidigungskomitee der UdSSR den Rückzug der Waffe aus dem Einsatz. In den wenigen Monaten der Produktion erreichten höchstens 15.000 Spatengranatwerfer und 100.000 Granaten die Rote Armee. Auch wenn die Waffe bei den meisten Kampftruppen schnell aus den Arsenalen verschwand, nutzten Luftlandetruppen und Partisanen sie wegen des geringen Gewichts bis zum Ende des Krieges. Die Wehrmacht katalogisierte die Waffe als „3,7 cm Spatengranatwerfer 161(r)“.
Die Bestände der 37-mm-Granaten wurden 1942 zur POMS-37-Stockmine umgebaut. Der Aufschlagzünder wurde durch einen Zugzünder mit Stolperdraht ersetzt.
Trotz des Fehlschlags lebte die Idee des Spatengranatwerfers weiter. 1978 entwickelte Wiktor Wassiljewitsch Rebrikow, ein Konstrukteur des ZKIB SOO (Zentrales Konstruktions- und Forschungsbüro für Sport- und Jagdwaffen), ein neues Modell auf Basis des Standardfeldspatens MPL-50 und der Standardgranate WOG-25. Durch die Verfügbarkeit des leichten Anbaugranatwerfers GP-25 sah das Militär keinen Bedarf und das Projekt blieb im Prototypenstadium.

## Technik und Einsatz
Der Spatengranatwerfer ist eine einzigartige Kombination eines kleinen Mörsers mit einem Feldspaten. Das nahtlose Waffenrohr war der Stiel des Feldspatens und das Blatt des Feldspatens die Bodenplatte des Mörsers. Die Grundidee der Waffe war es, auch gewöhnliche Infanteriesoldaten mit einem Mörser auszustatten. Der Stiel bzw. das Waffenrohr ist mit einem Kugelgelenk am Blatt befestigt. Zudem lässt sich der Stiel mit einem Drehring am Blatt arretieren, sollte das Gerät als gewöhnlicher Feldspaten genutzt werden. Ein Stöpsel verschließt das hohle Waffenrohr. Dieser Stöpsel bildet auch die Bodenauflage für die Einbeinstütze, die im Inneren des Rohrs verstaut ist.
Um den Feldspaten in einen Mörser zu verwandeln, muss zunächst die Arretierung des Stiels gelöst werden. So wird aus dem Blatt des Feldspatens die Bodenplatte des Mörsers. Weiter wird der Stöpsel samt Einbeinstütze aus dem Waffenrohr gezogen. Am anderen Ende der Einbeinstütze befindet sich eine Blattfeder in Form einer Rohrschelle bzw. Musketengabel als Verbindungsstück zur Befestigung am Waffenrohr. Die Einbeinstütze wird am Waffenrohr befestigt, um es aufrichten zu können. Die Feuerbereitschaft konnte in ein bis zwei Minuten hergestellt werden.
Die Handhabung des Spatengranatwerfers ist vergleichbar mit gewöhnlichen Mörsern. Die Granaten wurden über die Mündung eingeworfen und glitten das zuglose Rohr hinab auf einen festen Zündstift. Es gibt keinerlei Zielvorrichtung; der Mörser wurde grob mit der Hand ausgerichtet. Damit war der Einsatz auf ungezieltes Unterstützungsfeuer beschränkt. Eine 12 cm lange Schutzhülle aus Leinen schützte die Hand des Schützen vor dem heißgeschossenen Waffenrohr. Die Schutzhülle war nicht am Waffenrohr befestigt und konnte frei am Waffenrohr entlanggleiten. Die Munition wurde in einem 15 Granaten fassenden Bandelier mitgeführt, das Gewicht betrug 7,5 kg. Das Bandelier bestand aus einem Gurt, an dem 15 Behälter aus Blech aufgehängt waren.

## Technische Daten
- Kaliber: 37 mm
- Rohrlänge: 520 mm
- Lauflänge: 375 mm
- Gewicht Waffe: 2,4 kg
  - Gewicht Rohr: 1,6 kg
  - Gewicht Lafette: 0,8 kg (Spatenblatt und Einbeinstütze)
- Maximale Reichweite: 300 m
- Maximale Schusshöhe: 540 m bei 85° Rohrerhöhung
- Kadenz: 20–25 Schuss/Minute
- Schwenkbereich horizontal: 12° zu jeder Seite[2][4]

## Bewertung
Das Konzept von Multifunktionsgeräten mit gänzlich verschiedenen Funktionen wird von Entwicklern immer wieder aufgegriffen, aber nicht selten enden diese Geräte erfolglos, so wie der Spatengranatwerfer. Der Spatengranatwerfer hatte mehrere Defizite. Ein Problem war die mangelnde Robustheit der Verbindung zwischen dem Waffenrohr/Stiel und der Bodenplatte/Blatt. Es trat insbesondere bei Schanzarbeiten in hartem oder gefrorenem Boden auf. Auch war die Bodenplatte nicht robust genug. Wurde der Mörser auf weichem Untergrund oder Schnee abgefeuert, konnte die Bodenplatte Risse bekommen oder gar brechen.
Damit das Gerät auch als Spaten eingesetzt werden konnte, durfte das Kaliber des Mörsers nicht zu groß sein. Die relativ geringe Größe der Granate zwang zur Verwendung eines kleinen Gefechtskopfs mit geringer Wirksamkeit sowie einer kleinen Treibladung mit geringer Reichweite. Zudem machte das Fehlen jeglicher Visiereinrichtung eine gezielte Anwendung unmöglich.